# لانژو
لانژو (به چینی: 蘭州 به انگلیسی: Lanzhou) یکی از شهرهای کشور جمهوری خلق چین است. جمعیت آن در سال ۲۰۰۸ میلادی برابر ۱،۴۳۱،۴۴۴ نفر تخمین زده شده است. جمعیت آن با حومه بیش از سه میلیون و دویست هزار نفر است.
لانژو در استان گانسو در شمال چین قرار گرفته است.

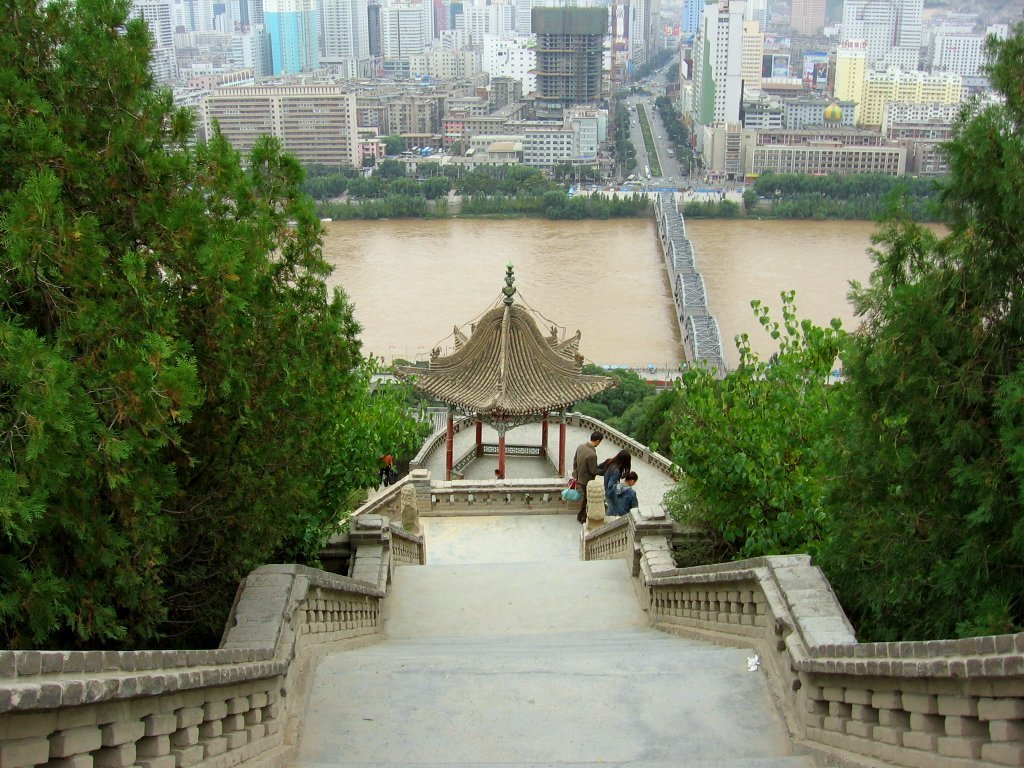
رودخانه یانگ تسه از شهر لانژو می‌گذرد